# Hamartoma podwzgórza

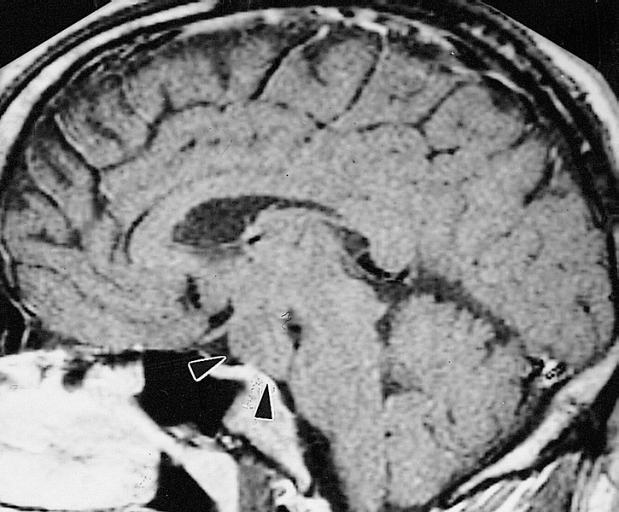
MRI głowy pacjenta z hamartoma podwzgórza (strzałka)

Hamartoma podwzgórza (ang. hypothalamic hamartoma, HH) – wrodzony, nienowotworowy guz podwzgórza, objawiający się klinicznie triadą objawów: napadami śmiechu (ang. gelastic seisures), przedwczesnym dojrzewaniem płciowym i opóźnieniem rozwoju. Niekiedy, w związku z uciskiem guza na skrzyżowanie wzrokowe, pojawiają się zaburzenia widzenia.